# Lindsey Berg
Lindsey Napela Berg (Honolulu, 16 de julho de 1980) é uma jogadora de voleibol dos Estados Unidos. Joga na posição de levantadora. Participou de três Jogos Olímpicos defendendo a seleção dos Estados Unidos: Atenas 2004, Pequim 2008 e Londres 2012.

## Carreira
Berg jogou no time da Universidade de Minesota enquanto estudava na instituição. Em 2002 ela começou a jogar na Superliga Americana de Voleibol e foi nomeada a melhor levantadora e melhor sacadora. A partir de 2004, Lindsey participa Campeonato Italiano de Voleibol Feminino e permaneceu até 2012 - quando a atleta foi contratada pelo Fenerbahçe Acıbadem.
Lindsey joga na Seleção Americana de Voleibol Feminino desde Janeiro de 2003. No mesmo ano foi campeã da Copa Pan-Americana e recebeu o prêmio de melhor levantadora da competição. Em 2004, Berg novamente foi nomeada a melhor levantadora da Copa Pan-Americana. No mesmo ano disputou os Jogos Olímpicos.
Em 2005 recebeu pela terceira vez consecutiva o prêmio de melhor levantadora da Copa Pan-Americana, mas a seleção americana não conquistou nenhuma medalha. Também foi a melhor levantadora do Campeonato NORCECA em 2005. Em 2007 ela ajudou a Seleção Americana de Voleibol Feminino a ganhar a medalha de bronze na Copa do Mundo.
Em 2008 Lindsey Berg foi vice-campeã dos Jogos Olímpicos de 2008. Ela foi nomeada a atleta do ano dos Estados Unidos. Em 2010 terminou em quarto lugar no Campeonato Mundial.
Na Copa do Mundo de 2011, Berg ganhou a medalha de prata e ajudou a seleção a se classificar para os Jogos Olímpicos. No mesmo ano conquistou o Campeonato NORCECA e novamente foi a melhor levantadora do torneio. Em 2012 Berg se torna bicampeã do Grand Prix- ela conquistou o torneio no ano anterior- e foi vice-campeã dos Jogos Olímpicos, a seleção americana perdeu somente o jogo da final contra a Seleção Brasileira de Voleibol Feminino por 3 sets a 1.
No ranking das levantadoras dos Jogos Olímpicos de Londres ficou na quarta colocação.

## Clubes
| Clube                     | País           | Temporadas |
| Universidade de Minnesota | Estados Unidos | 1999-2001  |
| Minnesota Chill           | Estados Unidos | 2002-2004  |
| Scavolini Pesaro          | Itália         | 2004–2007  |
| AGIL Volley               | Itália         | 2007–2008  |
| Villa Cortese             | Itália         | 2009–2012  |
| Fenerbahçe                | Turquia        | 2012-2013  |

## Premiações individuais
- Melhor Levantadora da Copa Pan-Americana de 2005
- Melhor Levantadora da Copa Pan-Americana de 2004